# Erin Anttila
Erin Helena Maureen Anttila, nata Koivisto (Helsinki, 2 luglio 1977), è una cantante finlandese, ex componente delle Nylon Beat.

## Biografia
Nata da padre finlandese e da madre irlandese, Erin Anttila è salita alla ribalta nel 1995 come metà, insieme a Jonna Geagea, del duo Nylon Beat, uno dei gruppi pop di maggior successo nella storia della Finlandia, con oltre 450.000 dischi venduti, e sei dischi di platino e un disco d'oro.
Dopo lo scioglimento delle Nylon Beat alla fine del 2003, Erin si è trasferita nella contea di Wicklow, in Irlanda, per circa un anno. Nel 2005 ha sposato il musicista Vesa Anttila, da cui ha preso il cognome.
Nel 2008 la cantante ha pubblicato Sarah, il suo primo singolo da solista. Un album in lingua inglese era programmato per quell'anno, ma la pubblicazione è stata annullata in seguito allo scarso successo commerciale del singolo apripista. Erin ha quindi iniziato a registrare musica in finlandese, raccolta nel suo album di debutto del 2011, Hunningolla, che ha raggiunto il 4º posto in classifica e ha venduto circa 60 000 copie, ottenendo due dischi di platino.
Nel 2012 ha partecipato alla prima edizione del popolare programma musicale Vain elämää, trasmesso su Nelonen, dove sette artisti si sono esibiti cantando ciascuno, a turno, le canzoni degli altri. La sua cover di Mitä tänne jää di Cheek ha raggiunto il primo posto nella Suomen virallinen lista ed è stato certificato disco d'oro dopo aver superato la soglia dei 5.000 download.
Il secondo album di Erin Anttila, Sä osaat!, è uscito nel 2013 e ha debuttato in vetta alla classifica finlandese, rimanendo al primo posto per otto settimane non consecutive e vendendo circa 28 000 copie, sufficienti per un disco di platino. Il singolo di lancio Ei taida tietää tyttö è stato uno dei brani più trasmessi dell'anno dalle radio nazionali ed è stato scelto come canzone dell'anno dalla Musiikkituottajat.
La cantante ha pubblicato il suo terzo disco Seliseli nel 2016, ma ha ottenuto meno successo dei precedenti, e non è andato oltre l'11º posto nella classifica degli album. Nel 2017 Erin Anttila ha conquistato il suo secondo primo posto nella classifica dei singoli con Aamukuuteen, in collaborazione con Antti Tuisku. Nello stesso anno è stata giudice al talent show Idols.

## Discografia

### Album
- 2011 - Hunningolla
- 2013 - Sä osaat!
- 2016 - Seliseli

### Singoli
- 2008 - Sarah
- 2011 - Vanha nainen hunningolla
- 2011 - Popeda
- 2011 - Vanha sydän
- 2012 - On elämä laina
- 2012 - Nahkatakkinen tyttö
- 2012 - Vapaa
- 2012 - Vasten auringon siltaa
- 2012 - Mitä tänne jää
- 2012 - Jos menet pois
- 2013 - Ei taida tietää tyttö
- 2013 - Toiset mimmit
- 2013 - Älä tule hyvä tyttö
- 2016 - Sydäntä särkee
- 2016 - Kohta hänen
- 2017 - Seliseli
- 2017 - Kun tänään lähden
- 2019 - Mä hiihdän
- 2019 - Muitaki ihmisii
- 2019 - Paluu tulevaisuuteen (feat. Jonna Geagea)
- 2019 - Sinä olet minun
- 2019 - Nuori nero
- 2019 - Tässä nää nyt on
- 2019 - Ei susta huomaa
- 2019 - Joulutaivas tähtineen
- 2019 - Tonttuparaati
- 2019 - Jouluna saa
- 2019 - Kulman

#### Come featuring
- 2012 - Siskoni (Laura Närhi feat. Erin Anttila)
- 2014 - Seuraava (Nopsajalka feat. Erin Anttila)
- 2017 - Aamukuuteen (Antti Tuisku feat. Erin Anttila)